# Elenore
Az Elenore the Turtles amerikai énekes egyik legismertebb dala, a második kislemez 1968-ban megjelent, The Turtles Present the Battle of the Bands című albumáról. A kislemez 1968. szeptember-án jelent meg és 1968 egyik legsikeresebb kislemeze lett, számos országban szerepelt Top10-ben a slágerlistán.